# Csaba Fenyvesi
Csaba Fenyvesi (* 14. dubna 1943 – 3. listopadu 2015 Budapešť, Maďarsko) byl maďarský sportovní šermíř, který kombinoval šerm kordem a fleretem. Maďarsko reprezentoval v šedesátých a sedmdesátých letech. Na olympijských hrách startoval v roce 1968, 1972 a 1976 v soutěži jednotlivců v šermu kordem a v družstvech v šermu kordem i fleretem. V soutěži jednotlivců vybojoval zlatou olympijskou medaili v roce 1972 v šermu kordem. Na mistrovství světa v soutěži jednotlivců v roce 1970 vybojoval v šermu kordem třetí místo. Patřil k oporám maďarského družstva kordistů, se kterým získal v letech 1968 a 1972 dvě zlaté olympijské medaile v řadě a v letech 1970, 1971 a 1978 získal s maďarským družstvem kordistů titul mistra světa.